# Dikbeksaltator
De dikbeksaltator of dikbekkardinaal (Saltator fuliginosus) is een zangvogel uit de familie Thraupidae (Tangaren).

## Verspreiding en leefgebied
Deze soort komt voor van oostelijk Brazilië tot Paraguay en noordoostelijk Argentinië.